# علاقة علم آثار الفلك بالتخصصات الأخرى
أحد أكثر الخصائص المحببة في علم الأثار الفلكية (بالإنجليزية:Archaeoastronomy) هو قدرته على تعيين الأكاديميين على اختلاف تخصصاتهم. Clive Ruggles 
علم الأثار الفلكية كان ينظر له من فترة زمنية طويلة على أنه مجال متعدد التخصصات يستخدم الأدلة المكتوبة وغير المكتوبة لدراسة الفلك لدى الثقافات الأخرى وبالتالي يمكن ان ينظر له على انه يربط النهج التأديبية للتحقيق في علم الفلك القديم. 

## علم الفلك القديم
علم الفلك القديم (مصطلح قديم لدراسة المعلومات الفلكية من العمارة القديمة والمناظر الطبيعية التي تتعامل في الأساس مع الأدلة النصية المكتوبة) 'تاريخ علم الفلك' .
مما يعكس تطور البحث في موضوعات واسعة من التخصصات وقد وصفه مؤلفوا رسائل الدكتوراة بأنه يهتم بمجالات علم الآثار والأنثروبولوجيا الثقافية الانثروبولوجيا الثقافية مع مختلف مجالات التاريخ بما في ذلك تاريخ لمناطق وفترات معينة، تاريخ العلم وتاريخ الأديان وعلاقة علم الفلك في الفن والادب والدين ونادرا ما وصفوا عملهم بالفلكي. 
وكان كل من ممارسي علم الأثار الفلكية والمراقبين لتقريب وجهات النظر، جورج غومرمان George Gummerman وميرانداواربورتون Miranda Warburton ينظران لعلم الأثار الفلكية كجزء من علم الأثار الذي ابلغته الأنثروبولوجيا الثقافية ويهدف إلى فهم (مفهوم الجماعة لأنفسهم فيما يتعلق بالسماء) بكلمة علم الكونيات. وقال تودبوستويك Todd Bostwick ان علم الأثار الأنثروبولوجيا:- هي دراسة السلوك البشري في الماضي والحاضر. ولقد إتخذ مؤرخ الفن ريتشارد بوس Richard Poss نهجا أكثر مرونة مع الحفاظ على ان الفن الصخري الفلكي في جنوب غرب أمريكا الشمالية يجب ان يقرأ توظيف «التقاليد الفلسفية لتاريخ الفن الغربي والنقد الفني» ومع ذلك يثير علماء الفلك أسئلة مختلفة حول مسألة كيفية التحقق من مواقع محددة وتحديد الفلكية لها.